# Zonde van de zendtijd
Zonde van de zendtijd was een wekelijks humorprogramma dat op maandagavond uitgezonden werd op de Vlaamse televisiezender Canvas en gepresenteerd werd door Henk Rijckaert en Bert Gabriëls.
De show combineerde sketches, parodieën en verborgencameragrappen waarmee ze zowel gewone als Bekende Vlamingen beetnamen. Aanvankelijk kreeg het eerste seizoen wisselende kritieken, maar het had wel goede kijkcijfers. Doordat zoveel fragmenten uit het programma op YouTube werden gepost kregen veel mensen die de oorspronkelijke uitzendingen gemist hadden ook de kans om de show te ontdekken. Gabriels en Rijckaert lieten zich door deze reacties leiden en inspireren voor het soort humor dat ze in hun tweede, succesrijkere seizoen zouden brengen.
Tijdens het tweede seizoen dat uitgezonden werd in januari en februari 2010, werd het programma steeds populairder en lokte erg veel kijkers. Hoogtepunt was de aflevering van 22 februari 2010, die door 638.105 kijkers bekeken werd. Dat is een erg uitzonderlijk cijfer voor een programma op de alternatieve zender Canvas. Enkel Alles kan beter, een ander humoristisch programma, deed het beter.
Fragmenten waren ook te zien in het Nederlandse De Wereld Draait Door, wat de Belgische presentators in februari 2010 een uitnodiging opleverde in de Nederlandse praatshow van Matthijs van Nieuwkerk. Na afloop van het tweede seizoen kregen ze op 6 maart 2010 een Vlaamse Televisie Ster in de categorie Beste Humor- en Comedyprogramma.
Van 3 oktober tot 28 november 2011 waren de uitzendingen van het derde en laatste seizoen op Canvas. In dit seizoen werden Henk Rijckaert en Bert Gabriëls geassisteerd door Thomas Smith. Het derde seizoen werd vanaf 13 januari 2012 ook uitgezonden op Nederland 3.